# Byron King-Noel (vicomte Ockham)
Byron King-Noel, 12e baron Wentworth, titré vicomte Ockham (12 mai 1836 - 1er septembre 1862) est un pair britannique et l'aîné des trois petits-enfants légitimes de Lord Byron .

## Biographie
Lord Ockham est le fils aîné de William King-Noel (1er comte de Lovelace) et de son épouse, Ada Lovelace, la première programmeuse informatique du monde. Ses grands-parents maternels sont le poète Lord Byron et Annabella Byron, 11e baronne Wentworth. Il gagne le grade d'officier au service de la Royal Navy, bien qu'il ait déserté, et travaille à son retour en Grande-Bretagne comme un ouvrier de chantier naval - travaillant probablement pour les marchands d'expédition Blyth (Limehouse) . Comme sa mère est décédée avant lui, il hérite de sa grand-mère la baronnie de Wentworth, mais deux ans plus tard, il meurt célibataire et sans enfant à l'âge de 26 ans, et sa baronnie passe à son frère, Ralph, qui est alors titré vicomte Ockham et hérite plus tard du comté.